# Попов, Геннадий Сергеевич
Геннадий Сергеевич Попов (укр. Геннадій Сергійович Попов; 30 июня 1930 года, Винница) — председатель колхоза «Правда» Бродовского района Львовской области, Украинская ССР. Герой Социалистического Труда (1976).

## Биография
Родился в 1930 году в рабочей семье в Виннице. В 1952 году окончил техникум механизации сельского хозяйства. С 1952 по 1958 года — механик, заведующий мастерской, исполняющий обязанности инженера Бродовской МТС. В 1956 году вступил в КПСС.
В 1958—1959 годах — инспектор госнадзора по технике Бродовской ремонтно-технической станции Львовской области. Окончил заочное отделение агрономического факультета Львовского сельскохозяйственного института, получил специальность агронома.
В 1959 году назначен председателем колхоза имени Жданова Бродовского района в селе Накваша и с 1965 года — председатель колхоза «Правда» Бродовского района в селе Пониковица.
Вывел колхоз «Правда» в число передовых сельскохозяйственных предприятий Львовской области. Указом Президиума Верховного Совета СССР от 10 марта 1976 года «за выдающиеся успехи, достигнутые во Всесоюзном социалистическом соревновании, проявленную трудовую доблесть в выполнении заданий девятой пятилетки и взятых обязательств по увеличению производства и продажи государству продуктов земледелия и животноводства» удостоен звания Героя Социалистического Труда с вручением ордена Ленина и золотой медали «Серп и Молот».
Неоднократно избирался депутатом Львоского областного совета народных депутатов 16 — 19 созывов (1977—1987).
После выхода на пенсию проживал в селе Пониковица.

## Награды
- Герой Социалистического Труда
- Орден Ленина — дважды
- Орден «Знак Почёта»
- Медаль «В ознаменование 100-летия со дня рождения Владимира Ильича Ленина»
- Почётная грамота Президиума Верховного Совета УССР